# Josef Weilhammer
Josef Weilhammer (* 3. Januar 1930 in Staudach (Neumarkt-Sankt Veit); † 8. März 2011 in Gangkofen) war ein deutscher Kirchenmaler, Maler, Zeichner und Grafiker.

## Leben und Werk
Josef Weilhammer absolvierte von 1945 bis 1948 eine Kirchenmalerlehre in Gangkofen.
1954 verzog er nach São Paulo und arbeitete dort als Maler und Restaurator, bevor er schließlich 1962 in seine niederbayerische Heimat zurückkehrte und fortan selbstständig tätig war.
Ab etwa 1990 zeigte er seine Werke vermehrt bei Ausstellungen.
Neben religiösen und figürlichen Motiven sind es vor allem ländliche, dörfliche Motive mit oftmals einsamen Gehöften, die sein Schaffen prägen. Gerade seine Landschaften zeigen in ihrer expressiv-realistischen Ausführung und den monochromen Farbflächen Bezüge zu Werken von Josef Karl Nerud.
2007 gestaltete er den Kalender zum 25-jährigen Bestehen der ambulanten Krankenpflegestation Gangkofen-Massing-Geratskirchen.

## Ausstellungen
- 1990 Raiffeisenbank Reischach
- 1992 Londrina (Paraná, Brasilien)
- 1992 Institut Martius-Staden (São Paulo, Brasilien)
- 2000 Ross-Stall, Schlossökonomie (Gern (Eggenfelden))
- 2001 Herzoglicher Kasten (Neumarkt-Sankt Veit)
- 2005 Gotischer Kasten, Schlossökonomie (Gern (Eggenfelden))

## Sammlungen / Arbeiten im öffentlichen Raum
Werke befinden sich u. a. im Besitz der Gemeinde Gangkofen.
Für die Kirche von Heiligenbrunn (Gangkofen) schuf Weilhammer Kreuzwegstationen in Hinterglasmalerei.
In der Kirche Sankt Ursula in Kurthambach befindet sich ein von Weilhammer geschaffenes Votivbild des Hl. Florian.
Ebenso befindet sich ein Votivbild Weilhammers in der Kirche Sankt Sebastian in Landshut. Hier kopierte er ein von Zacharias Lehrhuber gemaltes Bild, welches die Rettung der Stadt durch den Stadtpatron Sebastian vor einer Überschwemmung darstellt.
1975/76 wurde der Kirchenraum der Wallfahrtskirche Sankt Corona in Staudach von Weilhammer restauriert. Zusätzlich schuf er in diesem Zusammenhang auch Hinterglasmalereien mit Kreuzwegstationen.
2004 restaurierte Weilhammer das Turmkreuz der Wallfahrtskirche  Sankt Salvator bei Binabiburg.